# Sioux County Courthouse (Iowa)
Das Sioux County Courthouse in Orange City ist das Justiz- und Verwaltungsgebäude (Courthouse) des Sioux County im Nordwesten des US-amerikanischen Bundesstaates Iowa.
Das heutige Gebäude ist das dritte Courthouse des 1851 gegründeten Sioux County. Das erste Gebäude war ein eineinhalbstöckiges Blockhaus am damaligen Sitz der Countyverwaltung in Calliope (seit 1893 ein Stadtteil von Hawarden). Als im Jahr 1872 der County Seat nach Orange City verlegt worden war, wurde hier ein Holzrahmenbau errichtet, der aber bald den gestiegenen Anforderungen an das Gebäude nicht mehr gerecht werden konnte. Deshalb wurde ein neues Gebäude errichtet, das 1904 seiner Bestimmung übergeben worden ist.
Das mehrstöckige Gebäude wurde nach einem Entwurf des Architekten Wilfred Warren Beach im neuromanischen Stil aus verschiedenfarbigen Sandsteinen errichtet. Die Bauarbeiten begannen im Jahr 1902, verzögerten sich aber durch den zwischenzeitlichen Bankrott der Baufirma bis in das Jahr 1904. Das Gebäude wird von einem sechsstöckigen Uhrturm überragt, der im Jahr 1907 durch einen Blitzschlag beschädigt wurde. Nach der darauf folgenden Dachreparatur wurde eine drei Meter hohe bronzene Justitiastatue auf die Spitze des Turms gesetzt. 
In den Jahren von 1976 bis 1982 wurde das Gebäude umfangreich renoviert und im Inneren auf den damaligen Stand der Technik modernisiert. 1977 wurde das Gebäude mit der Referenznummer 77000559 in das National Register of Historic Places aufgenommen.